# The Slip
The Slip je sedmé studiové album americké industriální rockové skupiny Nine Inch Nails. Vydáno bylo v červenci 2008 a spolu s Trentem Reznorem, vůdčí osobností skupiny, jej produkovali Atticus Ross a Alan Moulder. Album bylo uvolněno pod licencí Creative Commons (BY-NC-SA). V hitparádě Billboard 200 se umístilo na třinácté příčce.

## Seznam skladeb
Autorem všech skladeb je Trent Reznor.
1. „999,999“ – 1:25
2. „1,000,000“ – 3:56
3. „Letting You“ – 3:49
4. „Discipline“ – 4:19
5. „Echoplex“ – 4:45
6. „Head Down“ – 4:55
7. „Lights in the Sky“ – 3:29
8. „Corona Radiata“ – 7:33
9. „The Four of Us Are Dying“ – 4:37
10. „Demon Seed“ – 4:59